# Tomáš Drucker
Tomáš Drucker, né le 20 juillet 1978 à Bratislava, est un homme politique slovaque, actuel ministre de l'Éducation, de la Science et de la Recherche depuis 2023. 
Il est ministre de la Santé de 2016 à 2018, puis de l'Intérieur du 22 mars au 17 avril 2018.

## Biographie
Le 22 mars 2018, il est nommé ministre de l'Intérieur dans le gouvernement dirigé par Peter Pellegrini. Trois semaines plus tard, il annonce sa démission.